# Draposa atropalpis
Draposa atropalpis is een spinnensoort in de taxonomische indeling van de wolfspinnen (Lycosidae).
Het dier behoort tot het geslacht Draposa. De wetenschappelijke naam van de soort werd voor het eerst geldig gepubliceerd in 1924 door Frederick Henry Gravely.